# 白塘镇
白塘镇是中国福建省莆田市涵江区下辖的一个镇。白塘镇政府位于上梧村。

## 行政区划
白塘镇下辖以下地区：
埭里村、集奎村、陈桥村、洋尾村、安仁村、上梧村、镇江村、周墩村、显应村、镇前村、南埕村、江尾村、柯塘村、后宫村、双福村和东墩村。